# Высоцкий, Симон
Симон Высоцкий (пол. Szymon Wysocki, 1542, Kurzyny, Подляское воеводство — 1622, Краков) — иезуит, проповедник, богослов, духовник королевы Швеции Екатерины Ягеллон. 
В 1569 году он присоединился к ордену иезуитов и завершил обучение богословию в Риме. В течение восьми лет он сопровождал королеву Екатерину в качестве духовника и наставника её сына Сигизмунда в Швеции. 

## Сочинения
- Furtka niebieska, Wilno 1600[1];
- Kształt pobożności, to jest żywot Katarzyny Wapowskiej, kasztelanki przemyskiej, Kalisz 1606[1];
- Palma pańska albo rozprawa o stanie dziewiczym, 1607[1];
- Ekscytarz dawny albo przestrogi chrześcijańskie dla życia, Kraków 1608[1].